# Chermizy-Ailles
Chermizy-Ailles település Franciaországban, Aisne megyében. Lakosainak száma 121 fő (2022. január 1.). Chermizy-Ailles Bièvres, Bouconville-Vauclair, Cerny-en-Laonnois, Martigny-Courpierre, Neuville-sur-Ailette, Oulches-la-Vallée-Foulon, Paissy és Ployart-et-Vaurseine községekkel határos.

## Népesség
A település népességének változása:
| Lakosok száma | 80   | 76   | 79   | 81   | 110  | 110  | 106  | 106  | 110  | 121  |
|               | 1968 | 1982 | 1990 | 2006 | 2013 | 2015 | 2017 | 2019 | 2020 | 2022 |